# 神山郡昭
神山 郡昭（こうやま くにてる、1855年3月27日（安政2年2月10日）- 1943年（昭和18年）9月1日）は、明治から昭和期の政治家、華族。貴族院男爵議員。

## 経歴
土佐藩士・神山郡廉の二男として生まれる。父の死去に伴い、1909年（明治42年）9月22日、男爵を襲爵した。
高知藩立学校で漢学を修め、彦根県立学校で英学を学んだ。1911年（明治44年）7月10日、貴族院男爵議員に選出され、公正会に属して活動し、1932年（昭和7年）7月9日まで3期在任した。同年7月21日に隠居し、家督は二男神山嘉瑞が継承した。

## 親族
- 母 萬佐（まさ、中川武助長女）[1][4]
- 先妻 秋子（本田親英長女）[1]
- 後妻 ひさ（横井五百里三女、離縁）[1]
- 後妻 シユン（大島博治長女）[1]
- 二男 神山嘉瑞（貴族院男爵議員）[1]